# Prokurator (Ryssland)
Prokurator var en tjänst som etablerades 1722 av Peter den Store, den förste kejsaren i Ryska riket. Det var en del av reformerna för att få den rysk-ortodoxa kyrkan under direkt kontroll.
Chefsprokurator var den officiella titeln för ledaren i den heliga synoden och en medlem av tsarens kabinett. Konstantin Pobedonostsev en före detta lärare till både Alexander III och Nikolaj II, var en av de mäktigaste männen i posten, från 1880 till 1905.
Generalprokuratorer var tillsynstjänster i den ryska regerande senaten och fanns från 1711 till 1917. Deras uppgifter förändras under tiden och generalprokurator blev så småningom titeln på chefen för en avdelning i senaten.
Prokurator är även ryska ordet för advokat.